# Bosak (rodzaj)

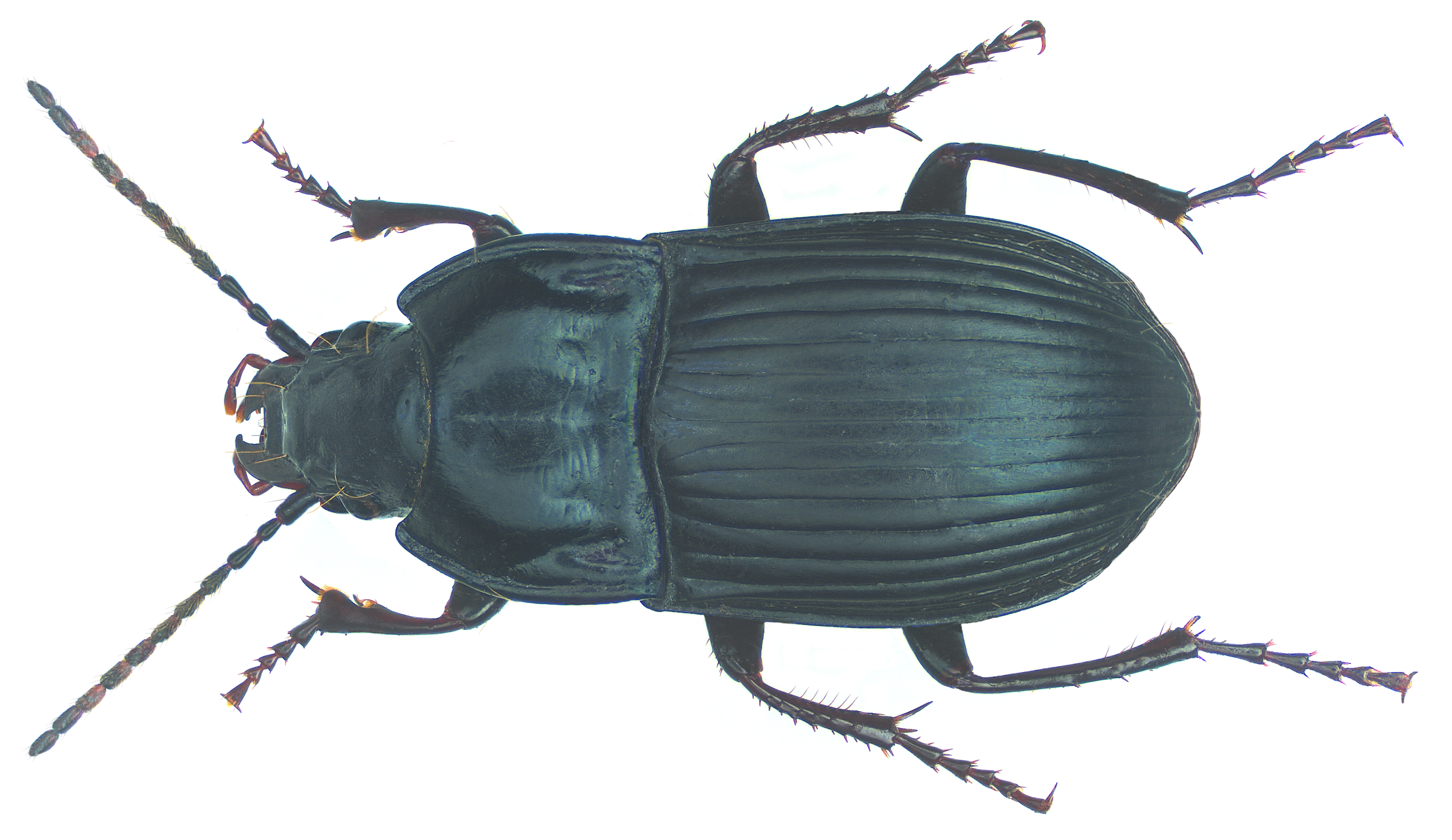
Bosak baryłkowaty

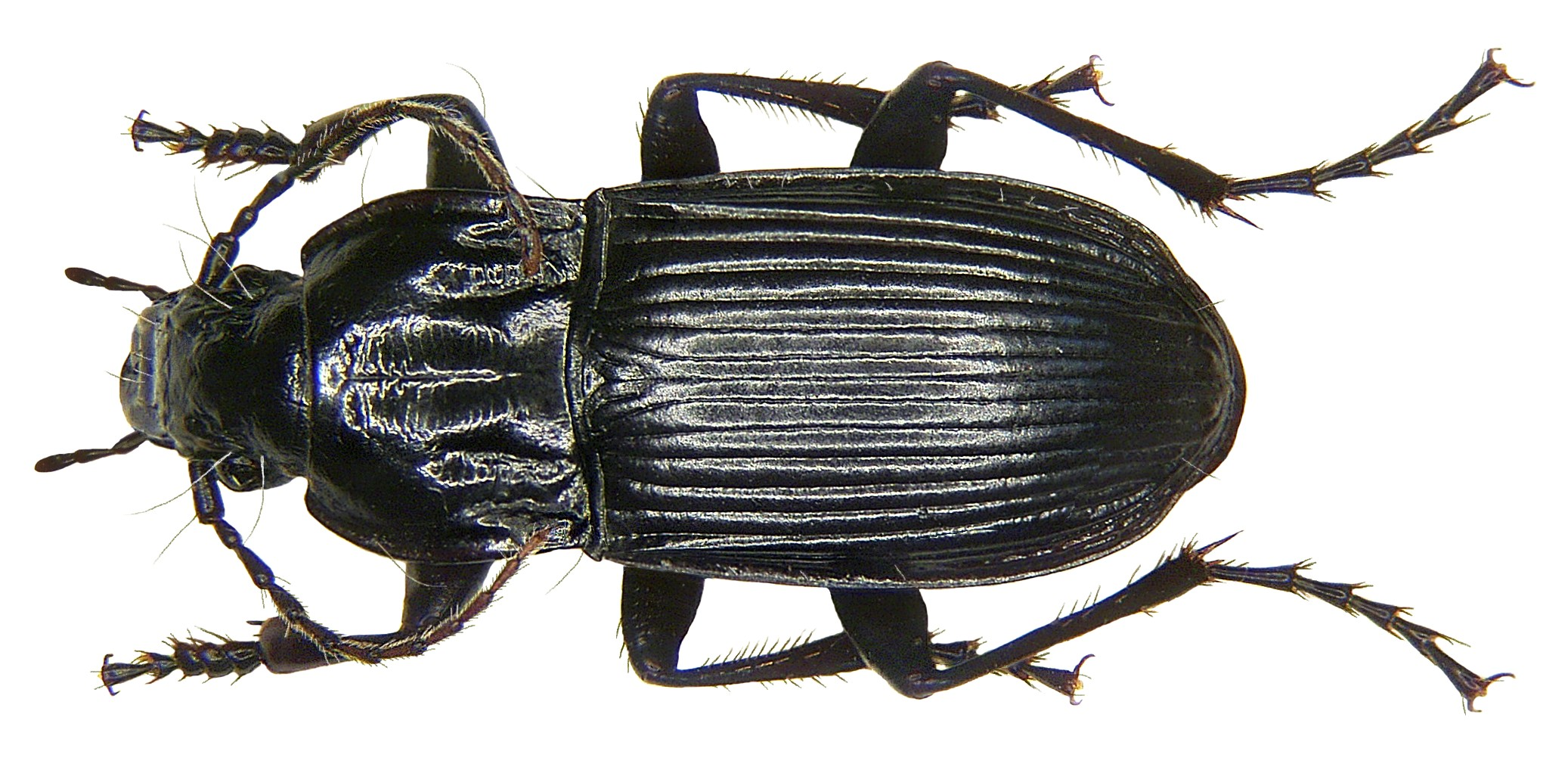
Bosak czarny

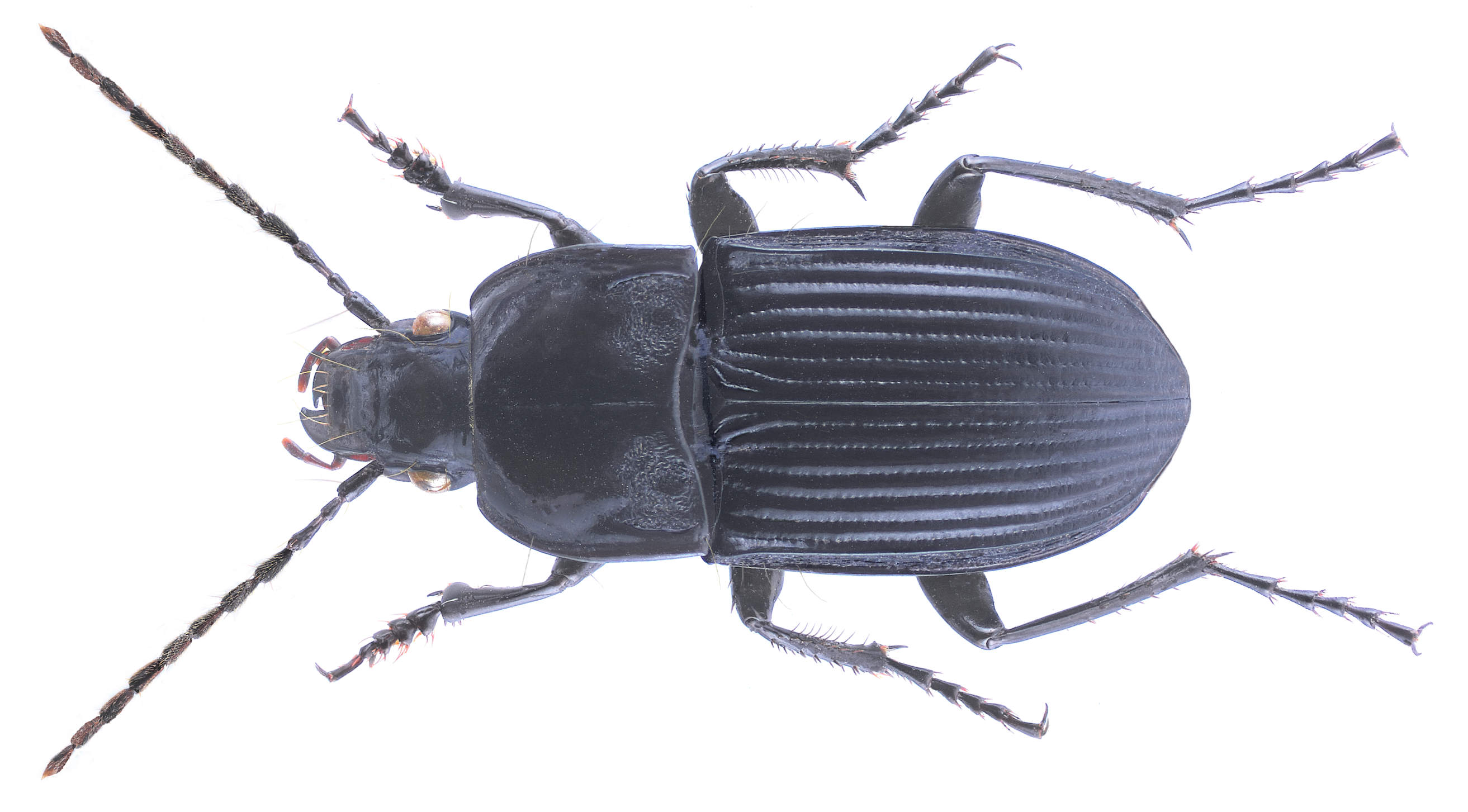
Bosak punktowany

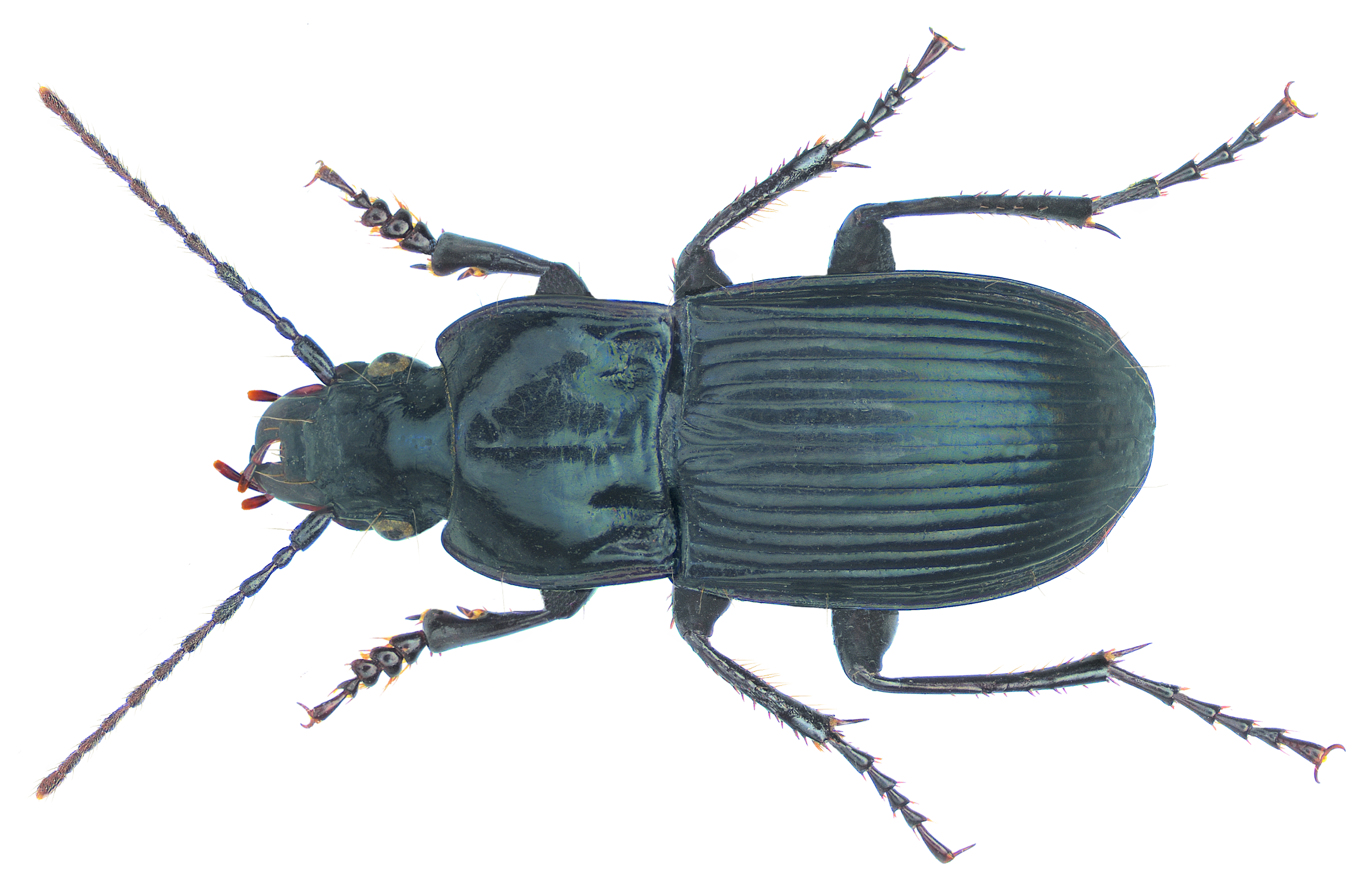
Abax pyrenaeus

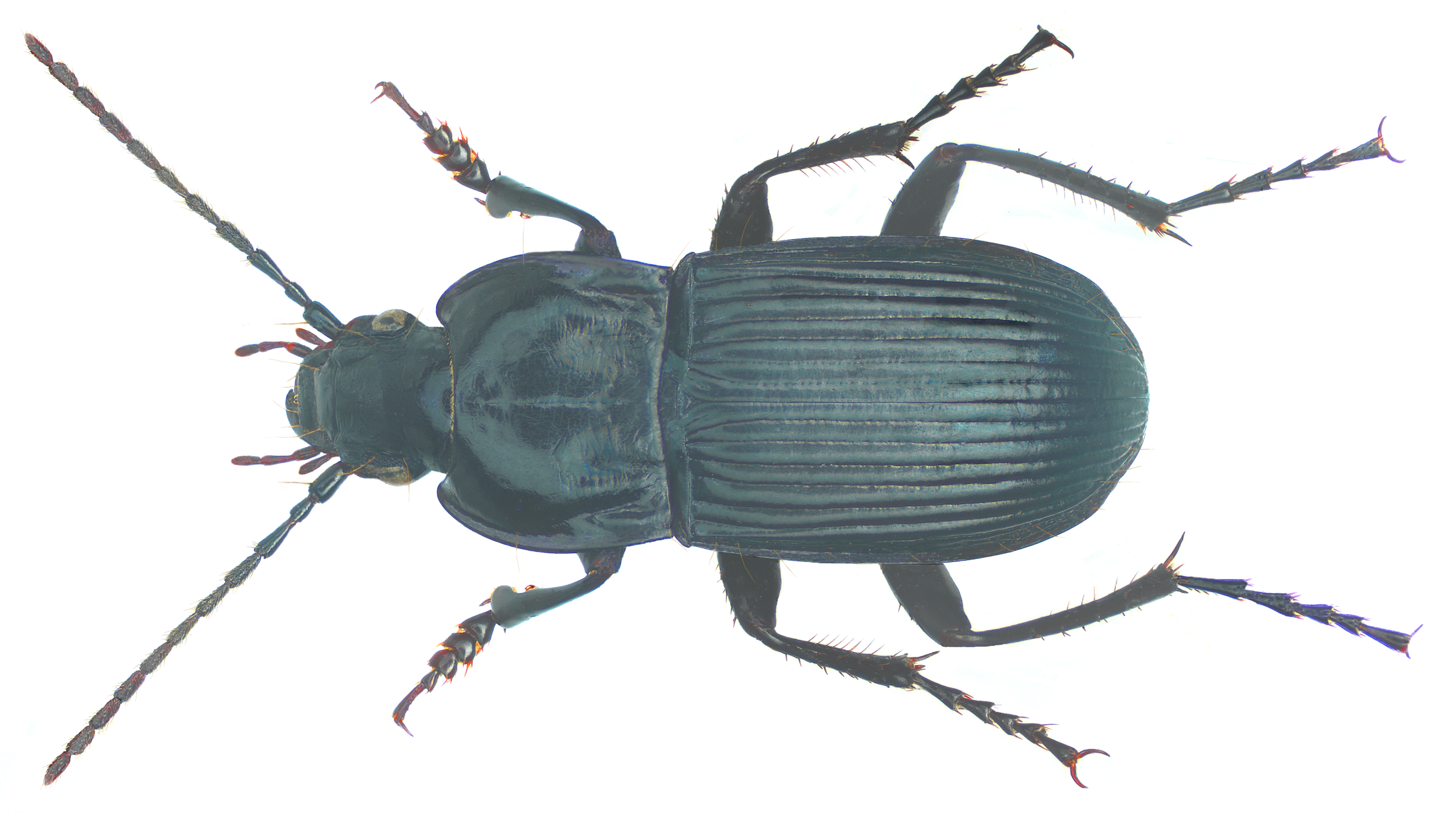
Abax exaratus pilleri

Bosak (Abax) – rodzaj chrząszczy z rodziny biegaczowatych i podrodziny dzierowatych. Obejmuje 20 opisanych gatunków.

## Morfologia
Głowa ma po dwa chetopory (punkty szczecinkowe) przy wewnętrznych krawędziach oczu, które to z kolei są dobrze rozwinięte, ale łącznie nie są szersze od czoła. Czułki począwszy od czwartego członu porośnięte są włoskami o odstających końcówkach i przylegających częściach pozostałych; drugi człon czułków osadzony jest pośrodkowo. Żuwaczki są wyraźnie krótsze od głowy, niezmodyfikowane u wierzchołka, pozbawione cheotoporu w bruździe zewnętrznej. Głaszczki szczękowe mają człon ostatni osadzony na przedostatnim przyśrodkowo. Głaszczki wargowe mają na członie przedostatnim dwie szczecinki, a kształt członu ostatniego mniej lub bardziej wrzecionowaty.
Przedplecze ma dwie pary szczecinek bocznych, w tym jedną w kątach tylnych. Pokrywy są nieowłosione i mają pozbawiony chetoporów (punktów szczecinkowych) międzyrząd trzeci, przynajmniej w przedniej części kilowato wysklepiony międzyrząd siódmy, zaokrąglony wierzchołek oraz przecięte przed wierzchołkiem epipleury. U zdecydowanej większości gatunków podstawa pokryw jest wyraźnie, całkowicie obrzeżona. Odnóża mają nagie grzbietowe powierzchnie stóp. Golenie przedniej pary mają po dwie ostrogi i wycięte części przednie wewnętrznych krawędzi, a między wycięciem i wierzchołkiem są mocno rozszerzone.

## Ekologia i występowanie
Owady te zasiedlają lasy, zwłaszcza na wyżynach, pogórzach i w górach. Samice przynajmniej części gatunków wykazują troskę rodzicielską o potomstwo, strzegąc złożonych w butwiejącej kłodzie, pniaku czy pod kamieniem jaj przez okres około trzech tygodni, aż do wylęgu larw, nie przyjmując wówczas pokarmu.
Rodzaj palearktyczny, europejski, aczkolwiek jeden gatunek zawleczony został do nearktycznej Ameryki Północnej. W Polsce stwierdzono 5 gatunków (zobacz dzierowate Polski).

## Taksonomia
Takson ten wprowadzony został po raz pierwszy w 1810 roku przez Franca Andreę Bonelliego na łamach „Mémoires de l’Academie des Sciences de Turin”. Jego gatunkiem typowym wyznaczono Carabus striola.
Zalicza się do niego 20 opisanych gatunków, sklasyfikowanych w trzech podrodzajach:
- podrodzaj: Abax (Abacopercus) Ganglbauer, 1892
  - Abax schueppeli Palliardi, 1825 – bosak władczy
- podrodzaj: Abax (Abax) Bonelli, 1810
  - Abax arerae Schauberger, 1927
  - Abax baenningeri Schauberger, 1927
  - Abax benellii Magrini & Degiovanni, 2013
  - Abax carinatus (Duftschmid, 1812) – bosak punktowany
  - Abax continuus Baudi di Selve, 1876
  - Abax exaratus (Dejean, 1828)
  - Abax fiorii Jakobson, 1907
  - Abax oblongus (Dejean, 1831)
  - Abax ovalis (Duftschmid, 1812) – bosak baryłkowaty
  - Abax parallelepipedus (Piller & Mitterpacher, 1783) – bosak czarny
  - Abax parallelus (Duftschmid, 1812) – bosak żeberkowany
  - Abax pilleri Csiki, 1916
  - Abax pyrenaeus (Dejean, 1828)
  - Abax sexualis Fairmaire, 1881
- podrodzaj: Abax (Pterostichoabax) Schauberger, 1927
  - Abax beckenhauptii (Duftschmid, 1812)
  - Abax ecchelii Bertolini, 1887
  - Abax springeri Müller, 1925
  - Abax teriolensis Schauberger, 1921
- podrodzaj: incertae sedis
  - †Abax durhamianus Lesne, 1926